# 第二千曲川橋梁 (北陸新幹線)
第二千曲川橋梁（だいにちくまがわきょうりょう）は、長野県上田市生田 - 国分の千曲川に架かる北陸新幹線の鉄道橋である。愛称は上田ハープ橋。

## 概要
北陸新幹線上田駅から高崎方面約2.5 km付近に建設され、千曲川を跨いでいる。鉄道専用PC斜張橋としては、国内では三陸鉄道小本川橋梁に次いで2番目に建設された。支間長133.9 mは、建設当時の新幹線コンクリート鉄道橋としては国内最長である。また、当橋梁のすぐ高崎方に丸子トンネル（長さ約2.3km）がある。
新幹線が高速走行できるようなるべく直線的な経路をとるため、千曲川とは40度の角度で交差している。また、川の流れを極力阻害しないよう、橋脚を1つとした。この結果、長大スパンのコンクリート鉄道橋が建造された。
橋を支えるケーブルは2面11段、ハープ型に配置されており、愛称の「上田ハープ橋」という名前の元となっている。上田盆地の広い範囲からその姿を捉えることができるランドマークとなっているほか、鉄道ファンも訪れる撮影スポットとなっている。

## 歴史
- 1991年（平成3年） - 北陸新幹線 軽井沢 - 長野間起工。
- 1996年（平成8年） - 第二千曲川橋梁竣工。愛称「上田ハープ橋」命名[4]。
- 1997年（平成9年）10月1日 - 北陸新幹線 高崎駅 - 長野駅間開業。第二千曲川橋梁供用開始。
- 2019年（令和元年）10月12日 - 台風19号（東日本台風）により、橋梁上流付近で千曲川が氾濫[9]。氾濫地点は堤防整備中であった[10]。

## 周辺
- 旧北国街道
- 信濃国分寺
- しなの鉄道線信濃国分寺駅